# Psydrocercops wisteriae
Psydrocercops wisteriae là một loài bướm đêm thuộc họ Gracillariidae. Nó được tìm thấy ở Trung Quốc (Bắc Kinh), Hong Kong, Nhật Bản (Honshū, Kyūshū, Shikoku) và vùng Viễn Đông Nga.
Sải cánh dài 6–9 mm. Ấu trùng ăn Wisteria floribunda. Chúng ăn lá nơi chúng làm tổ.